# コンビ (企業)
コンビ株式会社は、衛生用品を始め、アパレル用品、ベビートイなどベビー用品を中心に生産、販売する企業である。アメリカ市場に進出している。コンビという社名は、「母と子というコンビを応援する」という意味で1968年に名付けられた。
アップリカ葛西、ピジョンとならぶベビー用品の日本3大メーカーと言われている。

## 沿革
- 1957年 : 品川区に医薬品を販売する三信株式会社創立。
- 1961年 : 合成樹脂加工品販売を目指し、ミマツ化学株式会社を買収。コンビブランドで哺乳瓶、おまるなどの生産を開始。
- 1968年 : 社名をコンビ株式会社とし、本社を千代田区に移転。
- 1982年 : 健康機器、健康器具を生産するコンビヘルスを子会社化。
- 1989年 : 初めて海外に進出。アメリカにコンビインターナショナルコーポレーションを設立。
- 1991年 : 株式を店頭公開。
- 1995年 : コンビヘルスをコンビチャチャに社名変更。
- 1996年 : 本社を台東区に移転、現在に至る。
- 1999年 : コンビミニ（Combimini）ブランドでアパレル事業に進出。
- 2000年 : コンビウェルネス設立。
- 2001年 : 東京証券取引所2部上場。
- 2003年 : 東京証券取引所1部上場。
- 2004年 : コンビチャチャをコンビウィズに社名変更。
- 2006年 : コンビウェルネスをコナミ株式会社（後のコナミホールディングス株式会社）に譲渡。
- 2011年 : マネジメント・バイアウトを実施。
- 2011年 : 上場廃止。

## 主な商品
ベビー・チャイルド用品（チャイルドシート・ベビーカー・おまる・哺乳瓶・乳首・食器など）・コンビウィズ（ショッピングカート・トイレ用設備・保育施設など）・コンビネクスト（ベビーアパレルなど）
皇室では、敬宮愛子内親王の乳幼児期にベビーシート・背負い型ベビーキャリーが愛用された。
かつてスワンデラックスEX、ダッキーEX、ピヨピヨなどといった動物の形のおまるが多く生産され、児に非常に人気があった為、生産が終了された今もなお愛好家やこれらのおまるで育った親などよって、ネットオークションやフリマアプリ等へ出品されることがある。トイレトレーニング以外にもオブジェ目的で購入する人も多い。